# 辛賈爾
辛賈爾（羅馬化：Sinjar），又稱辛葛（Shingal, Central Kurdish: شەنگال, Shengali: Şengal, Shiggor），從前則是被稱作珊賈爾（Sanjár）。 辛賈爾位於伊拉克尼尼微省，是辛賈爾縣的一座城鎮，位於辛賈爾山脈旁邊。2013年的人口88,023人 。
辛賈爾山山頂有一座重要的奇美拉神寺。

## 歷史

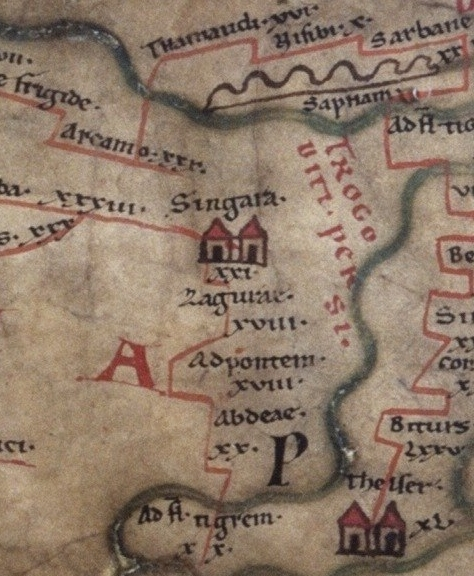
波伊廷格地图中的辛格拉。這是一份4世紀羅馬原稿的中世紀副本。

在2世紀，辛賈爾成為羅馬帝國的軍事基地，直至於360年被薩珊王朝攻陷。6世紀初，一個名為“卡迪沙耶”的部落定居於此。其後，阿拉伯穆斯林在伊亚德·伊本·加南的帶領下征服此地。

一張中世紀地圖中的拉比亞省(Diyār Rabīʿa)。

羅馬地理學者熟知的波伊廷格地图將辛賈爾繪於波斯領土西部，辛賈爾山脈周圍的區域。對中世紀的阿拉伯人而言，辛賈爾是拉比亞省（Diyār Rabīʿa）的一部分，居住著拉比亞部落（Rabīʿa" tribe）。附近的珊賈爾平原(現稱為尼尼微平原)，是花拉子模以及哈里發國阿布·阿拔斯·阿卜杜拉·马蒙·本·哈伦在位時天文學家的觀測台所在。這座城市也以擁有一間8世紀東方亞述教會教堂聞名。

## 近況
2007年，伊拉克蓋達組織策畫的幾起爆炸案殺害了數百名辛賈爾雅兹迪人。
2014年8月，在庫德自由鬥士被擊退之後，伊斯兰国佔據了辛賈爾地區，並且製造了辛賈爾大屠殺。根據8月5日和8月6日的雅茲迪目擊者，伊斯蘭國殺害了500-2,000名雅茲迪平民，使得這些被伊斯蘭國稱為"魔鬼崇拜者"的雅茲迪居民開始大規模逃亡。 纽约时报在8月7日報導，"伊斯蘭國處決了數十名雅茲迪男子，將他們的妻子給予未婚的聖戰士。"
2014年12月20日晚間，庫德族部隊在第一次大規模攻勢將結束時進入了辛賈爾，但是一直無法取得完全控制，辛賈爾城南仍有伊斯蘭國的抵抗。
2015年11月13日，在發動了第二次大規模攻勢的一日後，庫爾德族部隊和雅茲迪民兵在美軍的空中支援下，再一次進入並從伊斯蘭國手上取得對辛賈爾的完全控制。